# Skala TY
Skala TY (af engelsk tiny, lillebitte), også kaldet Nano Model Railroading, er en fællesbetegnelse er modeltog i mindre størrelsesforhold end skala T (1:450/1:480). Ligesom skala T og skala ZZ (1:300) er den ikke omfattet af de gængse normer for modeljernbaner.
Tog i skala TY adskiller sig fra andre skalaer ved, at de ikke drives ved hjælp af hjul med ved andre slags teknikker. Kritikere anser dem derfor ikke for at høre til blandt modeljernbaner. Den grundlæggende ide med tog i model baseret på virkelige forbilleder eller fantasi er dog langt hen ad vejen den samme.
Der laves tog i to forskellige størrelsesforhold, 1:900 og 1:1000.

## Tiny-Trains 1:900
Firmaet Tiny-Trains fra Lead i South Dakota, USA sælger små færdiganlæg i størrelsesforholdet 1:900. Tiny-Trains drives af et løbende bånd under anlægget, altså rent mekanisk. Færdiganlæggene findes i størrelser fra ca. 10 x 10 cm til 35 x 60 cm. De er dog relativt dyre med priser på tre- eller firecifrede beløb i dollars.

## Teeny Trains 1:1000
Det amerikanske firma IDL-motors har udviklet en lille modeljernbane kaldet Nano-Trains på basis af en linearmotor og sælger dette produkt både i form af forskellige færdiganlæg og som byggesæt til egen udformning. De små køretøjer har magnetiske bundplader og trækkes ved hjælp af disse over en spoletrace. Denne har form som en oval på ca. 16 x 11 cm. Linearmotoren styres af en lille byggedel, hvor man også man indstille to forskellige former for drift med enten bestemt eller tilfældig hastighed. Derudover kan man slå lyder af et damplokomotiv til, men den er dog ikke synkron med togenes bevægelser. Som tilbehør sælger kunsthåndværkeren Volker Arnold fra Dresden små husbyggesæt i 1:1000.

## Brug i andre størrelsesforhold
Det er muligt at benytte de små baner til modeljernbaner i andre størrelsesforhold. I spor 1 (1:32) og skala 2 (1:22,5) kan de bruges til at gengive havebaner, sådan som de to nævnte skalaer netop selv jævnligt bruges til i virkeligheden. I skala N (1:160) og skala Z (1:220) er brug som industribane eller parkjernbane tænkelig. Endnu en mulighed er brug som en lille udgave af Faller Car System i skala Z, ZZ og T, hvor modelbiler forsynes med små magneter, så de kan "køre" på banens trace.
At dette ikke er ren utopi kan ses i modeljernbaneudstillingen Miniatur Wunderland i Hamburg. På deres anlæg, der er i skala H0 (1:87), har man en model af deres eget hus i bydelen Speicherstadt, og i denne model kan en Tiny-Trains udgave af det tyske højhastighedstog ICE ses køre rundt.